# Indexfond
Indexfond (även kallad passiv fond) är en värdepappersfond som strävar efter att dess värdeutveckling ska spegla ett visst marknadsindex.
En aktiebaserad indexfond bygger på den enkla regeln att köpa samma andel av varje aktie som aktien har i det index som fonden har valt att följa. 

## Avgifter
Eftersom förvaltningen i hög grad kan förenklas och fondbolaget därför slipper betala lika mycket till förvaltare och analytiker som en aktivt förvaltad fond kräver, kan en indexfond klara sig med lägre förvaltningsavgifter, omkring 0,1 till 0,5 procent per år (i genomsnitt 1,47 procent för aktiefonder som säljs i Sverige). Vissa banker tillhandahåller en indexfond helt utan avgifter som en tjänst till de egna kunderna. Indexfonder har normalt lägre omsättning och därmed lägre transaktionskostnader än en aktivt förvaltad fond, samtidigt som de kännetecknas av en förhållandevis låg andel likvida medel, vilket ökar avkastningen i uppgångstider.
I USA har vissa indexfonder inträdesavgifter eller högre förvaltningsavgift för mindre placerare än för institutionella investerare. Syftet med detta är att skapa utrymme för provisioner till rådgivare som rekommenderar fonderna.

## Tidsfaktorn
Om man investerar 100 000 kronor i en aktiefond med en årlig förvaltningsavgift på 1,5 procent och räknar med en spartid på 20 år samt en bruttoavkastning på 9 procent per år hinner kapitalet växa till 320 000 kronor, efter förvaltningsavgift och skatt. Samtidigt har totalt 70 000 kronor försvunnit i förvaltningsavgifter. Med 0,3 procent årsavgift växer under samma förutsättningar kapitalet till 400 000, och summa avgifter blir 16 000 kronor. Resultatet förbättras med andra ord mer än avgiften minskar, en följd av ränta-på-ränta-effekten.
Vid kort spartid - dagar, veckor eller månader - är det helt avgörande att välja rätt förvaltare och/eller rätt marknad. När spartiden är år eller decennier är å andra sidan låga avgifter helt avgörande för slutresultatet. Dessa långsiktiga effekter gör att indexfonder ofta används i så kallade buy-and-hold-strategier, vilket även leder till minskad avbränning på det sparade kapitalet då man slipper de reavinstskatter som måste betalas i samband med omplaceringar.

## Akademiska studier
Talrika akademiska studier visar att indexfonder över tiden ger högre avkastning än aktivt förvaltade fonder med motsvarande inriktning. Även om siffrorna kan variera något mellan enskilda studier, är följande en representativ slutsats: på ett, fem, tio, tjugofem och femtio års sikt överträffar 71, 85, 91, 95 respektive 98 % av indexfonderna de aktivt förvaltade fonderna. Egentligen är indexfondernas fördel något bättre än så eftersom siffrorna inte tar hänsyn till de aktiva fonder som på grund av undermåliga resultat har lagts ner under den tid som undersökningen omfattar, så kallat urvalsskevhet. Skevheten uppstår i att man jämför tillbaka i tiden mot fonder som har "överlevt" fram till nu. En rättvis jämförelse hade varit att mäta mot samtliga fonder, även om de lades ner under periodens gång.
De huvudsakliga skälen till indexfondernas fördel är lägre avgifter, kostnadseffektivare förvaltning samt att dess metodik eliminerar misstag från förvaltarnas sida. Ett annat viktigt skäl som ofta anförs är att avkastningen från aktier uppvisar en lognormalfördelning, vilket innebär att några få aktier stiger mycket kraftigt i värde, medan betydligt fler utvecklas sämre än genomsnittet. Sannolikheten för att en förvaltare ska pricka vinnaraktierna är därför mindre än sannolikheten att portföljen innehåller en majoritet förlorare. Detta leder ofelbart till att en växande majoritet av de aktivt förvaltade fonderna lyckas sämre än index när spartiden växer.
Bland de teoretiska argumenten för indexfonder finns den effektiva marknadshypotesen, enligt vilken det inte ska gå att slå index över lång tid, förutsatt att man inte innehar insiderinformation, utan avkastningen för en aktiv förvaltare med en bred portfölj bör bli lika med index minus förvaltningsavgift och transaktionskostnader. De flesta empiriska undersökningar tyder på att hypotesen är riktig.
Indexfonder har bäst förutsättningar att slå aktivt förvaltade fonder på effektiva marknader, främst USA och Europa, sämre på tillväxtmarknader som Asien och Östeuropa.

## Marknadsposition
I USA står indexfonder för cirka 25 procent av det totala kapitalet i aktiefonder, i Sverige står de för 4,4 procent (källa: Svensk Fondstatistik 2008). Den låga andelen i Sverige beror till stor del på att de låga förvaltningsavgifterna begränsar bankernas och fondförmedlarnas intresse av att marknadsföra indexfonder. De aktiva fonderna är extremt lönsamma för storbankerna och andra fondbolag. Bland professionella investerare och förmögenhetsförvaltare spelar indexfonder dock en viktig roll vid portföljsammansättning, exempelvis vid strategier som inkluderar alfa-beta-separation.

## Följsamhet mot index
Till skillnad mot aktivt förvaltade fonder är det en fördel om indexfonden är stor eftersom det normalt innebär en stabilare fondförmögenhet med lägre kassareserv, effektivare förvaltning och lägre transaktionskostnader.
Även indexfonder kräver viss skicklighet i sin förvaltning. Dels krävs hantering av dagliga in- och utflöden samt årliga utdelningar så att andelen likvida medel hålls så låg som möjligt och värdepapper köps och säljs till så låg kostnad som möjligt, dels kan extra avkastning skapas genom att hantera aktielån till blankare och på korrekta prognoser för indexändringar. Det uppstår nämligen en timingaspekt när företag som ingår i index byts ut och alla fonder som replikerar aktuellt index måste anpassa sina innehav. Med tanke på fondernas stora innehav leder det till säljtryck och sjunkande kurser på de företag som lämnar index och motsvarande köptryck och kursstegringar på tillkommande företag. Det finns med andra ord pengar att tjäna på att hantera sådana situationer med viss skicklighet, vilket ställer krav på fondens förvaltare.
Fondens faktiska avvikelse från index, plus eller minus, kallas tracking error.
Vissa mindre indexfonder (så kallade syntetiska indexfonder) köper indexderivat istället för att investera direkt i aktier, vilket ger extra kostnader. Mindre fonder som följer breda index tvingas ofta att placera i ett urval av de aktier som ingår i index för att hålla sina transaktionskostnader på en rimlig nivå. Detta leder regelmässigt till sämre avkastning, varför det finns en kritisk massa för att driva en effektiv indexfond, i synnerhet om den replikerar ett brett index som S&P 500 eller MSCI World.
Vid jämförelse mellan olika indexfonder bör man följaktligen se till faktorer som förvaltningsavgift, TKA, fondförmögenhet, omsättningshastighet och tracking error.

## Risker
Risken i indexfonder påverkas av ett antal faktorer. Risktagandet blir normalt lägre om index täcker en bred marknad och om många bolag ingår i index. Den så kallade förvaltarrisken är mindre i indexfonder, liksom risken i enskilda aktier och enskilda marknadssektorer.

## Börshandlade fonder
Börshandlade fonder (engelska: ETF eller Exchange Traded Fund) är en fondtyp som handlas som en vanlig aktie över börsen. De flesta ETF:er är indexfonder. Förvaltningsavgifterna för dessa fonder är ofta lägre då fondbolagets kostnader till vissa delar har lagts över på marknadsgaranterna och andelsägarnas mäklare. En del av dessa fonder handlar inte heller direkt i indexens värdepapper, utan försöker kopiera index genom att handla med optioner. Andelsägarna betalar också normalt courtage vid köp och försäljning av sådana fonder.

## Spindex
De flesta vedertagna aktieindex är kapitalviktade, dvs ju större börsvärde ett företag har desto större vikt får det i index. En nackdel med sådan viktning är att bolag som anses vara övervärderade på börsen också kommer att vara överrepresenterade i indexfonderna. Undervärderade aktier kommer av samma anledning att vara underrepresenterade i fonden.
Så kallade fundamentalviktade indexfonder följer istället egenkonstruerade eller licensierade index (i amerikansk litteratur benämnda spindex[källa behövs]), som bygger på en kvantitativ sållningsprocess med faktorer som eget kapital, kassaflöde, omsättning och utdelning. Genom samkörning av sådana index mot historiska data, så kallad back-tracking, kan man finna belägg för att de under en viss historisk period skulle ha givit bättre avkastning än kapitalviktade index. Det finns dock inget som säger att denna trend skulle bestå i framtiden, och faktum är att man genom sitt val av data och testperiod kan finna belägg för i stort sett vilka samband som helst. Ett skolexempel på att slumpen ofta skapar samband mellan variabler är att man kan finna samvariation mellan priserna på getmjölk i Tibet och kursutvecklingen för Microsofts aktie. Enligt kritiker är spindex ett sätt för fondförvaltarna att ta ut högre avgifter genom att skapa förväntningar på högre avkastning.

## Svårt att jämföra
Det kan vara svårt att jämföra likartade indexfonder på kort sikt, eftersom de i regel värderas vid olika tidpunkter på dagen. Slumpmässiga kursrörelser leder därmed till en felmarginal i jämförelsen på i storleksordningen en procent.

## Kritik
Det finns en diskussion om att indexfonder ”snyltar” (free rider) på den aktiva förvaltningen, eftersom funktionen att bestämma marknadspris på aktier och därmed allokeringen av kapital till företag görs av de aktiva förvaltarna. Kritiken har främst poängen att om all förvaltning var indexförvaltning, skulle det troligen leda till extremt felaktig prissättning, samt att redan med dagens omfattning av indexförvaltning och smygindexering har det ibland uppstått orimliga effekter vid börsintroduktioner och när aktier tagits upp i eller lämnat ett stort index som OMXS30 eller S&P500.
Förespråkare för aktivt förvaltade fonder brukar framhålla att indexfonder, som följer kapitalviktade börsindex, innebär förhöjd risk eftersom de är överviktade i högt värderade och underviktade i lågt värderade aktier, dvs tvärtemot de aktiva fondernas strävan. Det finns dock inga empiriska studier som ger stöd för dessa argument. På längre sikt torde detta förhållande dock gynna indexfonderna som därmed har en tendens att investera i de mest livskraftiga bolagen.
Det finns också viss kritik om att en del aktivt förvaltade fonder ligger placerade så nära index att de i praktiken utgör indexfonder, dock med den avgörande skillnaden att de tar ut förvaltningsavgifter i nivå med andra aktivt förvaltade fonder. Därmed avviker smygfondernas förvaltningsresultat negativt från motsvarande indexfond i nivå med skillnaden i förvaltningsavgift. Bakgrunden till dessa fonder, vars existens bygger på okunnighet hos kunderna, är ofta ett visst mått av feghet hos förvaltarna som inte riskerar större nedgångar än det index de i praktiken replikerar.

## Historik
I augusti 1976 lanserades i samband med en avreglering av courtageavgifter Vanguard Index Trust som den första amerikanska indexfonden tillgänglig för allmänheten. Fonden replikerade S&P500, ett brett diversifierat index med stora amerikanska företag. Till att börja med förmedlades fonden via mäklarföretag på Wall Street, vars intresse dock var svalt eftersom de lyfte betydligt högre provision, upp till 8 procent, från andra fonder. Ett vanligt argument vid denna tid för att hålla investerare borta från indexfonder var "average returns are for average investors, and we think our clients are above average". Samtidigt hånades konceptet med indexfonder i stor utsträckning av media. I början av 1977 namnändrades fonden till Vanguard 500 Index Fund och man sade upp samarbetet med mäklarna. På så sätt blev man en av de första direktsålda fonderna på marknaden. Trots mäklarnas bojkott och dålig press började alltfler investerare inse indexfondernas fördelar. Med tiden har Vanguard 500 Index Fund kommit att bli en av historiens största och mest framgångsrika fond.